# اسپین اکو سریع
ردیف تصویرسازی اسپین اکو سریع یا توربو اسپین اکو (به انگلیسی: Fast Spin Echo) نوعی ردیف ضربانی در ام آر آی است.
در این روش، از چندین اسپین اکو جهت کم کردن زمان تصویرگیری در مقایسه با ردیف تصویرسازی اسپین اکو استفاده می‌گردد.